# Ådne Holter
Ådne Holter (8 juli 2000, Lillehammer) is een Noors wielrenner die sinds 2022 uitkomt voor Uno-X Pro Cycling Team.

## Carrière
Als amateur reed Holter voor Lillehammer Cykleklubb. Tussen september en december 2019 was Holter actief als stagiair bij het opleidingsteam van Uno-X. Echter kon hij hier in het seizoen van 2020 niet verder en ging hij voor een seizoen rijden voor Joker Fuel of Norway. Een seizoen later was Holter actief bij de ploeg waar hij begon met wielrennen, Lillehammer Cykleklubb. Hier werd hij opgepikt door Uno-X Pro Cycling Team. Hij mocht in 2022 gelijk rijden voor de hoofdmacht van de ploeg.
Zijn eerste professionele overwinning behaalde Holter in de Sundvolden GP.

## Palmares
2018
 Noors kampioenschap tijdrijden, junioren
2023
Sundvolden GP

### Resultaten in voornaamste wedstrijden
| Jaar | Amstel Gold Race | Luik-Bast.‑Luik | Ronde van Lombardije | Waalse Pijl | Clásica San Sebastián |
| ---- | ---------------- | --------------- | -------------------- | ----------- | --------------------- |
| 2024 |                  | 109e            | opgave               | 31e         | opgave                |
| 2025 | 62e              | 66e             |                      | 27e         |                       |

## Ploegen
- 2019 –  Uno-X Dare Development Team
- 2020 –  Joker Fuel of Norway
- 2021 –  Lillehammer Cykleklubb
- 2022 –  Uno-X Pro Cycling Team
- 2023 –  Uno-X Pro Cycling Team
- 2024 –  Uno-X Pro Cycling Team
- 2025 –  Uno-X Mobility

Abrahamsen · Andersen · Blikra · Charmig · Dversnes · Eg · Gregaard · Gudmestad · Halvorsen · Hansen · Hindsgaul · Holter · Hulgaard · A. Johannessen · T. Johannessen · K. Kulset · S. Kulset · Larsen · Levy · Resell · Saugstad · A. Skaarseth · I. Skaarseth · Sleen · Tiller · Træen · Urianstad · Wærenskjold · Wærsted
Abrahamsen · Andersen · Bendixen · Blikra  · Blume Levy · Charmig · Dversnes · Eg · Fredheim · Gregaard · Gudmestad · Halvorsen · Hindsgaul · Holter · A. Johannessen · T. Johannessen · Kristoff · M. Kulset · S. Kulset · Larsen · Norman Leth · Resell · Sander Hansen · Skaarseth · Tiller · Træen · Urianstad · Wærenskjold
Abrahamsen · Andersen · Bendixen · Bévort · Blikra  · Blume Levy · Cort · Dversnes · Eiking (vanaf 8/2) · Fredheim · Gudmestad · Hoelgaard · Holter · Hvideberg · A. Johannessen · T. Johannessen · Kristoff · J. Kulset · M. Kulset · S. Kulset · Larsen · Leknessund · Løland · Resell · Sander Hansen · Skaarseth · Tiller · Urianstad · Wallin · Wærenskjold